# Maximiliano Moreira
Maximiliano Moreira Romero (nacido el 11 de junio de 1994) es un futbolista profesional uruguayo que juega como lateral izquierdo y centrocampista en el Levadiakos Fútbol Club de la Superliga de Grecia.

## Trayectoria
Moreira comenzó su carrera con Nacional en 2013 en la Primera División de Uruguay, y poco después se incorporó cedido a Rentistas.
Moreira llegó cedido a préstamo a Juventud en 2014, y Atenas en 2015.
Fue transferido al Huracán de (Paso de la Arena) de Segunda División de Uruguay en el 2017, seguido de un regreso a Rentistas en el 2018. 
Se mudó a Austria con Austria Klagenfurt en el verano de 2018. Ayudó al Austria Klagenfurt a ascender a la Bundesliga de fútbol de Austria para la temporada 2021-22, y el 10 de agosto de 2021 extendió su contrato con el club hasta 2023.
En julio de 2023 es fichado por el club griego Panserraikos.

## Trayectoria internacional
Maximiliano Moreira fue un jugador internacional juvenil de Uruguay, habiendo representado a Selección de fútbol sub-17 en la Copa Mundial Sub-17 de FIFA 2011. 